# Економіка Польщі

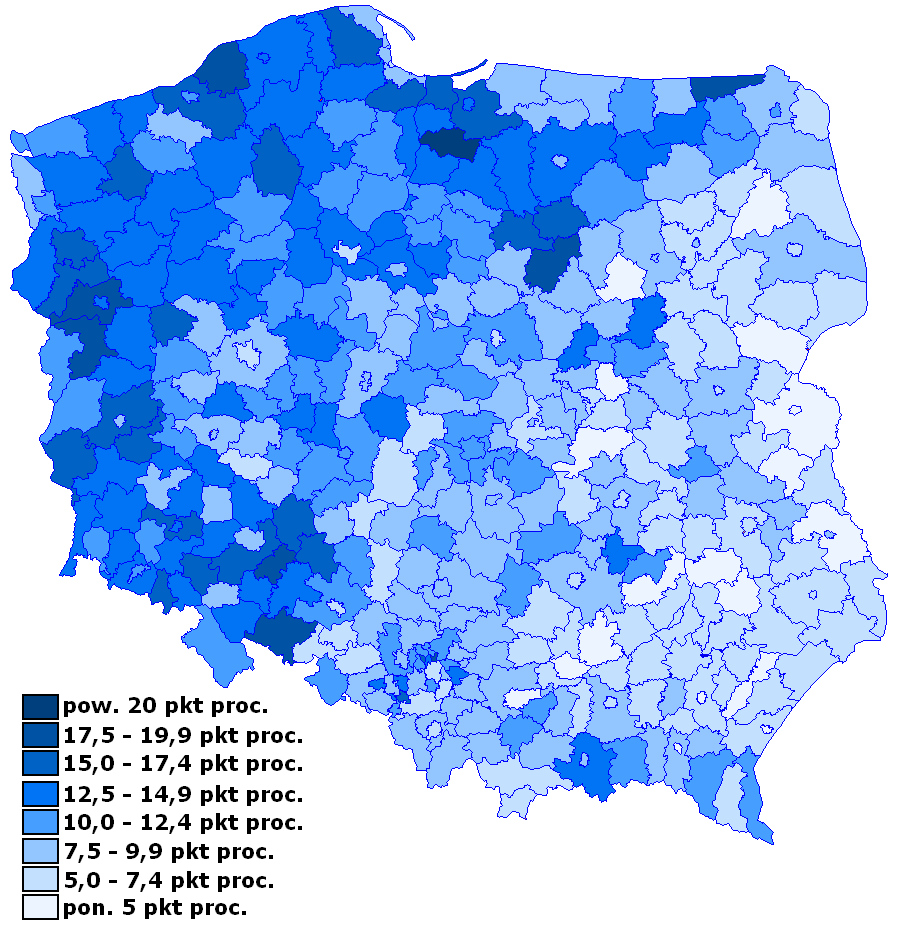
Безробіття в країні від березня 2004 до березня 2008; %

Польща — індустріально-аграрна країна. Основні галузі промисловості: машинобудування, металургійна, гірнича (вугільна, сірчана та ін.), хімічна, кораблебудування, харчова, текстильна та легка промисловість. Транспорт: залізничний, автомобільний, морський, трубопровідний, повітряний. Головні морські порти — Щецин, Свіноуйсьце, Гданськ, Гдиня. 1997 року було перевезено 386 млн т вантажів, з них залізницями 224 млн, автомобільним транспортом — 96 млн, трубопровідним — 34 млн, морським — 24 млн, річковим — 8 млн т.
За даними «Index of Economic Freedom» (Heritage Foundation, США): ВВП — $ 655 млрд. Темп зростання ВВП — 4,8 %. ВВП на душу населення — $19 000. Прямі закордонні інвестиції — $ 3,9 млрд. Імпорт (нафта і нафтопродукти, прокат чорних металів і сталь, залізняк, металообробні верстати, пшениця, бавовна) — $ 34,3 млрд (г.ч. Німеччина— 19,0 %; Італія— 7,9 %; Франція— 6,5 %; Росія— 5,4 %; Велика Британія— 4,7 %). Експорт (палива, сировина і напівфабрикати, верстати і машини, промислове і транспортне обладнання, одяг і господарські товари) — $ 28,6 млрд (г.ч. Німеччина — 36,0 %; Італія — 5,8 %; Росія — 5,6 %; Нідерланди— 4,7 %; Франція — 4,6 %).

## Економіка Польщі після Другої світової війни
Внаслідок Другої світової війни Польща втратила майже 40 % національних надбань понад 6 млн чол. населення. З кінця 1940-х до кінця 1980-х років польська економіка була організована за радянською моделлю, що характеризується централізованим плануванням і державною власністю на засоби виробництва. Економічне зростання в перші після Другої світової війни роки, незважаючи на значне виснаження ресурсів, відбувалося прискореними темпами. У 1960-х роках щорічний приріст національного прибутку становив 6,2 %, на початку 1970-х — 8,1 %. Уряд обмежував індивідуальне споживання, щоб підтримати високий рівень капіталовкладень. На відміну від Радянського Союзу та інших Східної Європи, в Польщі не було проведено загальної колективізації. Сільське господарство було основним джерелом засобів для існування для 35 % населення. Поступово зросло значення обробної і добувної промисловості, і наприкінці 1970-х років на ці галузі припадало 50 % національного прибутку країни і 1/3 всіх робочих місць.
У 1950—1967 частка зайнятих в державній промисловості зросла на 93 % частково за рахунок передачі їй підприємств приватного сектора, що збереглися після націоналізації. У 1970—1980 зайнятість у промисловості збільшилася на 15 %. Великі капіталовкладення в післявоєнні роки сприяли розвитку металургії, машинобудування, суднобудування і хімічної промисловості. У 1990—1991 зайнятість в приватному секторі промисловості збільшилася майже на 25 %. Польська промисловість дуже диверсифікована і географічно досить рівномірно розміщена, хоч існують райони значної концентрації підприємств її провідних галузей. Провідні галузі виробляють продукти харчування, текстиль, вугілля, машини і обладнання. У Катовицькому воєводстві (Верхня Сілезія) локалізовано близько 20 % всіх працюючих в промисловості країни; тут зосереджені підприємства вугільної промисловості і чорної металургії. Це також головний район кольорової металургії, машинобудування і виробництва металоконструкцій і інших металоємних виробів. У Лодзі і її оточенні знаходиться майже 42 % всіх зайнятих в текстильній промисловості. Близько 30 % зайнятих в електротехнічній промисловості сконцентровано в Варшаві і її околицях. Гданськ і Щецин — великі центри суднобудування. Підприємства хімічної промисловості більш розосередилися по території країни, хоч значна їх частина розташовані в Катовицькому воєводстві.
Після 1978, особливо в 1980—1981, економічна і соціально-політична криза викликала різкий спад виробництва. Середньорічне його зниження в 1978—1981 становило 6,5 %. У 1980-х роках настав застій, а в 1990 ВВП різко скоротився (на 11,6 %) за рахунок спаду випуску промислової продукції на 22 %. У всіх інших секторах економіки в 1990 відбулося зменшення обсягу виробництва — від 14,5 % в будівництві до 0,4 % в сфері послуг. У 1991 ВВП скоротився на 7,4 %. У лютому 1992 обсяг промислового виробництва знизився на 41 % в порівнянні з його середнім обсягом в 1989.

## Економіка Польщі у нові часи
У 1980-х роках уряд послабив контроль за діяльністю підприємств. Л.Бальцерович розробив стратегію економічних реформ, що складалася з двох етапів. Протягом першого етапу, реалізованого восени 1989, уряд встановив контроль над бюджетом і скорегував деякі диспропорції в цінах, створив систему дотацій по безробіттю і розробив юридичну основу процедури банкрутства. Державний сектор (включаючи кооперативи) в 1989 охоплював 90 % виробництва і 85 % капіталовкладень. За планом Бальцеровича приватизація здійснювалася шляхом прискореного акціонування державного сектора і продажу підприємств. Другий етап почався 1 січня 1990 і включав різке скорочення дефіциту бюджету, реформу податкової системи, обмеження монетарного курсу, лібералізацію більшості цін, девальвацію злотих і різке скорочення темпів індексації заробітної плати. Згідно із законом про приватизацію, прийнятим літом 1990, були створені центральне агентство, що керувало процесом приватизації, і міністерство у справах власності. Швидке зростання приватного сектора почалося вже у 1989: виникли малі і середні фірми, а також особисті підприємства («мала приватизація»). У 1992 частка несільськогосподарського приватного сектора у валовому внутрішньому продукті (ВВП) становила 45 %, в тому числі в промисловості — 31 %, в будівництві — 78 % і в торгівлі — близько 91 %. Приватизація великих підприємств викликала менший інтерес з боку потенційних покупців і активний опір з боку робітників. До 1992 були акціоновані тільки 501 з 8841 підприємств, і лише 76 були придбані за ринковими цінами вітчизняними або іноземними покупцями. Процес приватизації великих підприємств у Польщі протікав повільно і суперечливо. До кінця 1996 була здійснена приватизація лише 1895 великих підприємств з 8841, що існували в 1989. Більш успішно йшла мала приватизація: у 1990 до приватного сектора були передані 35 тис. малих підприємств. У 1990 уряд оголосив програму «масової приватизації» для декількох сотень найбільших державних підприємств; однак до реалізації цієї програми не приступали аж до 1996 через численні поправки і доповнення. У основі цієї приватизації лежала роздача громадянам ваучерів, які являли собою акції на власність в 15 національних інвестиційних фондах, між якими і розподілялися акції підприємств, що приватизуються. До кінця листопада 1996 цією програмою було охоплено 90 % населення.
На 1996, трудові ресурси Польщі становили 22 млн чол., або 57 % населення. Приватний сектор нараховував понад 65 % всіх зайнятих.
Робоча сила в Польщі — одна з найбільш молодих в Європі: близько 60 % зайнятих мають вік до 40 років. Із загального числа зайнятих у 11 % вища, у 66 % — середня освіта. Наприкінці 1995 в сільському господарстві було 26,5 % всіх зайнятих, в промисловості — 25 % (3,5 % в харчовій, 2,5 % — в гірничодобувній, 5,2 % — в машинобудуванні), 12,7 % — в торгівлі, 5,7 % — в будівництві і 5 % — на транспорті.
У 1997 ВВП Польщі становив 135,8 млрд дол., або 6406 дол. на душу населення. У 1998 національний прибуток зріс на 6,3 %, обсяг інвестицій — на 22,8 %, сумарні вкладення іноземних капіталів — на 25 млрд дол. У 2000 р. ВВП зріс до 149,8 млрд дол. Промисловість у 1998 давала 40 % ВВП; сфера послуг — 54 %, сільське господарство — 6 %. Якщо в 1989 на приватний сектор припадало 18 % ВВП, то у 1996 — 65 %, в тому числі 52 % вартості всієї промислової продукції, понад 90 % продукції роздрібної торгівлі, сільського господарства, автотранспорту і будівництва. Число приватних підприємств в Польщі збільшилося з 0,5 млн в 1988 до 1,8 млн в 1995, а підприємств з участю іноземного капіталу — з 1,6 тис. в 1988 до 25 тис. в 1996.
На 1993, орні землі Польщі становили 47 % всіх площі країни (приблизно 18 млн га), пасовища — 13 % і ліси — 29 %. У 1989 1/5 земельних угідь належала державі, інша земля знаходилася в руках приватних осіб. Державні господарства зосереджені в основному в західних і південних воєводствах. Міняється структура посівних площ: збільшується обробіток картоплі і технічних культур за рахунок скорочення посівів зернових. У результаті Польща вимушена ввозити значну кількість зерна. У 1950 зернові займали 63,6 % площ, що обробляються, в 1992 — тільки 46 %. Вирощують: пшеницю, жито, цукровий буряк, картоплю та інші. Польща є найбільшим у світі експортером яблучних консервів і займає видне місце у виробництві компотів, свіжозаморожених смородини, капусти і моркви. Країна дає 16 % європейського збору картоплі і 5 % — цукрового буряка. У 1996 в Польщі було 8 млн голів великої рогатої худоби, молока вироблялося 12 млрд л. Поголів'я свиней досягло 20 млн. Розводять домашню птицю: курчат і курей (45 млн у 1996, 76 млн — у 1980), качок 7 млн, індичок — 1 млн. У приватному сільському господарстві кінь залишається важливою тягловою силою, хоч число тракторів різко зросло — майже з нуля в 1956 до 1211,6 тис. одиниць в 1995. Важлива галузь господарства — морське рибальство, лісництво.
Основну частину електроенергії дають ТЕС, що працюють на вугіллі. У 1994 загальна встановлена потужність електростанцій Польщі становила 29,64 млн кВт; було вироблено 127,42 млрд кВт·год електроенергії.

### Промисловість
Промисловість Польщі є основною галуззю господарства.
Основні галузі промисловості — машинобудівна, металургійна, гірнича (вугільна, сірчанева тощо), хімічна, суднобудівна, харчова, текстильна та легка промисловість.
Значна частка економічного потенціалу країни базується на переробці мінеральної сировини. Переважають галузі важкої промисловості. Провідну роль відіграють машинобудування, чорна та кольорова металургія, хімічна промисловість. Також добре розвинені текстильна та швейна промисловість. У паливній промисловості головною галуззю є вугільна. В електроенергетиці провідну роль відіграють теплові електростанції. Чорна металургія працює на власному коксівному вугіллі та переважно імпортних рудах. Кольорова металургія з власної сировини виплавляє мідь, свинець і цинк; з імпортованої — алюміній. У Верхній Сілезії переважає металомістке важке та залізничне машинобудування. Хімічна промисловість Польщі спеціалізується на виробництві різноманітних мінеральних добрив, соди, полімерів, парфумів, ліків, фотохімії. Текстильна промисловість країни виробляє переважно бавовняні тканини. Швейна промисловість працює на експорт.
Станом на березень 2014 імпорт сталевої продукції в Польщу сягає 60 % національного споживання. Польща імпортує в основному так звані «плоскі вироби», при цьому загальне використання національного потенціалу є низьким. Загальна виробнича потужність продукції сталі в Польщі відповідає величині національного споживання, але структура виробництва не відповідає національним потребам.
В 2013 у Польщі було вироблено 23,1 млн побутових приладів. Польща є найбільшим виробником складної побутової техніки у Європі, обігнавши такі країни, як Італія та Німеччина — традиційних постачальників цих товарів на світовий ринок. 70—80 % від всього обсягу складної побутової техніки, виробленої в Польщі, постачається на ринки інших європейських країн. Виробництво великих приладів — холодильників, кухонних плит, посудомийних машин в 2013 склало 17,6 млн одиниць. Виробництво цих товарів в Польщі, як правило, здійснюється на створених підприємствах великих міжнародних компаній, таких, як Samsung, Bosch, Electrolux, Indesit та FagorMastercook.

### Транспорт
Транспорт: залізничний, автомобільний, морський, трубопровідний, повітряний.
Головні морські порти: Щецин, Свіноуйсьце, Гданськ, Гдиня.
1997 року було перевезено 386 млн т вантажів, з них залізницями — 224 млн, автомобільним транспортом — 96 млн, трубопровідним — 34 млн, морським — 24 млн, річковим — 8 млн т.
2001 року ВВП складало $ 149,8 млрд.
Темп зростання ВВП — 4,8 %.
ВВП на душу населення — $3877.
Прямі іноземні інвестиції — $ 3,9 млрд.

#### Πовітряний транспорт
Міжнародні аеропорти в Польщі:

- Міжнародний Аеропорт ім. Фридерика Шопена Варшава-Окенцє
- Міжнародний Аеропорт ім. Леха Валенси Гданськ-Рембєхово
- Міжнародний Аеропорт Катовіце-Пижовіце
- Міжнародний Аеропорт ім. Яна Павла II Краків-Баліце
- Міжнародний Аеропорт ім. Владислава Реймонта Лодзь-Люблінек
- Міжнародний Аеропорт ім. Генрика Венявского Познань-Лавіца
- Міжнародний Аеропорт ім. Миколи Коперника Вроцлав-Страховіце
- Міжнародний Аеропорт "Солідарність" Щецин-Голенюв
- Міжнародний Аеропорт Ряшів-Ясенка
- Міжнародний Аеропорт ім. Ігнація Яна Падеревського Бидгощ-Шведерово
- Аеропорт Зелена Гура-Бабімост
- Міжнародний Аеропорт Варшава-Модліні
- Міжнародний Аеропорт Люблін-Сьвидник

### Імпорт
Імпортом є нафта і нафтопродукти, прокат чорних металів і сталь, залізняк, металообробні верстати, пшениця, бавовна — $ 34,3 млрд (г. ч. Німеччина — 19,0 %; Італія — 7,9 %; Франція — 6,5 %; Росія — 5,4 %; Велика Британія — 4,7 %).

### Експорт
Експорт є паливо, сировина і напівфабрикати, верстати і машини, промислове і транспортне обладнання, одяг і господарські товари) — $ 28,6  млрд (г. ч. Німеччина — 36,0 %; Італія — 5,8 %; Росія — 5,6 %; Нідерланди — 4,7 %; Франція — 4,6 %.
Див. також: Корисні копалини Польщі, Історія освоєння мінеральних ресурсів Польщі, Гірнича промисловість Польщі.

### Іноземні інвестиції
Франція
Польща є провідним торговим партнером Франції в Центральній та Східній Європі (17 мільярдів євро торгівлі в 2016 році) і головним напрямком французьких прямих іноземних інвестицій у регіоні (запас майже 18 мільярдів євро в 2015 році, у понад 920 французьких компаній працює майже 200 000 людей).
Німеччина
Після краху комунізму у Східній Європі польська та німецька економіки стали все більш взаємопов’язаними.  Наприклад, у місті Лодзь німецький виробник побутової техніки Bosch-Siemens Hausgeräte не лише бачить, як пральні машини зходять з виробничих ліній, а й досліджує нові побутові технології.
У спеціальній економічній зоні Валбжих поблизу Вроцлава Daimler розширив свою новозбудовану виробничу ділянку двигуна за допомогою другого акумуляторного заводу, який є найсучаснішим стандартом індустрії 4.0 і з нейтральним викидом CO2, який живиться електрикою від вітрової електростанції в 10 км  (6,21 миль).
Південна Корея
Корейські інвестиції були розпочаті в 1993 році компанією Daewoo (завод FSO, 2000 р.) Наступна велика хвиля корейських інвестицій прийшла в середині 2000-х років.
- LG інвестував інфраструктуру у Млава (LG Electronics) і Кобежіце недалеко від Вроцлава (LG Display)[6];
- Samsung Electronics Polska у квітні 2017 року створила в Ряшеві проєкт «Samsung Inkubator Rzeszów»[7];
- SK Eurochem Sp. z o.o. організував інвестиції в Валбжіхскую особливу економічну зону (підзона Дзержона), у Влоцлавек і Мандо (завод гальмівних систем у Валбжіхе)[8];
- SK Innovation у березні 2019 року офіційно оголосила про намір побудувати завод з виробництва сепараторів для електричні батареї в м. Домброва-Гурнича[9];

Японія
У 90-2000-х основними японськими інвестиційними компаніями були:
- Toyota Motor Industries Poland;
- Bridgestone Poland;
- NSK Europe;
- Sanden Manufacturing;
- TRI Poland;
- Mabuchi (Краківський технологічний парк, завод моторних систем управління);
- Asahi Holdings (придбала акції Kompania Piwowarska в рамках придбання власності,головний виробник пива в Польщі)[10];
- японський магнат у харчовій промисловості Kewpie Corp (наприкінці 2016 року придбав Mosso Kwaśniewscy, польський виробник майонезу)[11];
- SumiRiko (завод автозапчастин в Сосновці)[12];
- Toyota (завод у м. Валбжих; в середині 2019 завод у Єлчі-Лясковіце почав виробляти 2-літрові традиційні двигуни; нові лінії Toyota розпочнуть роботу у 2021 р. (виготовлення трансмісій) у Валбжиху та 2022 (виробництво двигунів) у Єлчі)[13].

США
У 2021 році в Польщі з'явилися 9 сучасних логістичні центри компанії Амазон:
- у Садах (поблизу Познані);
- Сосновці;
- Колбасково (поблизу Щецина);
- двох об'єктах у Беланах;
- Вроцлавських;
- Павликовіце (поблизу Лодзі);
- Лодзі, Окмянах (біля Болеславця);
- Глівицях;
- Свебодзіні (запуск у 2021р).

## Українські заробітчани
Із 2014 року українські заробітчани стали становити все більшу частину робочої сили Польщі. Станом на 2019 рік у Польщі перебувало близько 1,2 млн українців, а взагалі за рік на тимчасові роботи до Польщі виїжджали до 2 млн українців. Постійно ж мешкає у Польщі лише 200 000 українців. За оцінками Нацбанку Польщі, українські кадри забезпечують 0,3—0,9 % зростання ВВП.